# Hamid Chahloul
Hamid Chahloul (arabe : حميد شهلول) est un footballeur algérien né le 21 juin 1980 à Relizane. Il évoluait au poste d'avant-centre.

## Biographie
Hamid Chahloul évolue pendant trois saisons avec le club de l'USM Blida. Avec cette équipe, il inscrit neuf buts en première division algérienne lors de la saison 2007-2008. Le 3 décembre 2007, il est l'auteur d'un doublé, lors de la réception de l'USM Alger.